# Client (gruppo musicale)
Le Client sono un duo inglese femminile, formato da Kate Holmes e Sarah Blackwood, attivo dalla prima metà degli anni 2000.
Le due ragazze formano il duo nel 2003 e pubblicano il primo album, intitolato semplicemente "Client". Il disco è solcato da un sound nello stile synthpop, ispirato prevalentemente ai gruppi degli anni ottanta, come gli Human League e i Pet Shop Boys.
Per attirare l'attenzione del pubblico, il duo non mostra mai, nelle copertine dei loro album i loro volti, ma solo le gambe. Inoltre non volevano neanche mostrarsi al pubblico, ma successivamente cambiarono idea.
Sempre sulla falsariga di una creatività alternativa, le Client si faranno chiamare con solo un alias : Client A, per Kate Holmes, e Client B per Sarah Blackwood. Nelle uscite pubbliche e nei concerti il duo veste con la divisa da hostess delle linee aeree svedesi, abito che le contraddistinguerà per tutta la loro carriera.
Kate Holmes si sposa con Alan Mcgee fondatore della Creation Record e scopritore degli Oasis.
Dal primo album delle Client vengono estratti singoli come Here and Now, Rockn'roll Machine e Price of Love, che otterranno notevole successo, soprattutto in Germania.
Le Client sono molto conosciute, soprattutto per il loro produttore, Andy Fletcher dei Depeche Mode, il quale è proprietario della casa discografica che produce il duo, l'Hawaii Records. Nel 2004 esce il loro secondo album, City, il quale vanta la presenza vocale di molti artisti di spicco che hanno collaborato alla sua realizzazione. Infatti nel brano Down on the Underground si sente la voce di Pete Doherty dei Libertines, nel brano, Overdrive, Martin Lee Gore dei Depeche Mode, e nel brano, Where's the Rock and Roll Gone, Tim Burgess dei Charlatans. Dall'album City vengono estratti e pubblicati alcuni singoli, tra cui Radio, oltre a Pornography e Down to the Underground, entrambi accompagnati da un video.
Nel 2005 le Client diventano un trio, infatti entrerà a far parte del gruppo Emily Mann alias Client E, precedentemente disc jockey affermata, la quale resterà nel gruppo fino al 2007.
Il loro primo tour le vede esibirsi in diverse nazioni, tra cui l'Italia, a Roma, dove, oltre a cantare i loro pezzi, proporranno anche la cover Let's Dance di David Bowie.
Nel 2006 escono diverse compilation di live, b-side e remix, reperibili solamente su internet, alcuni a pagamento, ed altre scaricabili gratuitamente dal sito del gruppo.
Nell'ottobre 2006 lasciano la loro etichetta la Toast Hawaii, nel novembre 2006 per la Metropolis Records per il Nord America, con la Noiselab per il Sud America, la Out of Line per l'Europa, con la Subspace Communication per la Scandinavia, infine con la principale etichetta, la Loser Friendly per l'Inghilterra.
Nel novembre 2007 Charlotte Hatherley entra a far parte del gruppo come Client C, per coprire il ruolo di bassista durante il tour europeo e scandinavo.
Nel 2007 esce il loro terzo disco Heartland dal quale vengono estratti e pubblicati singoli come Lights Go Out, Zerox Machine ed It's Not Over.
L'11 aprile 2008 esce, solo solo per il web, la compilation Untitled Remix, mentre, verso la fine dell'anno viene messo sul sito ufficiale del gruppo, Acoustic Session, un EP live acustico, scaricabile gratuitamente solo per gli iscritti, che contiene cover di vari gruppi anni 80, riproposte in chiave acustica.
A marzo 2009 esce il loro quarto album in studio, Command, anticipato dal singolo Can You Feel.
Il 19 dicembre 2010 Sarah Blackwood lascia le Client dichiarando di volersi dedicare ad altri progetti, Kate Holmes vuole comunque continuare a portare avanti il progetto Client, e dopo una breve pausa la scrittrice/produttrice principale del gruppo decide di mettersi alla ricerca di una nuova sostituta.
Il 4 Settembre 2013, le Client ritornano con un nuovo singolo intitolato: "You Can Dance", che introduce Nicole Thomas come nuova cantante alias Client N, che affianca Kate Holmes nel nuovo duo, il quinto album dal titolo: "Authority", esce il 21 Marzo 2014 prodotto dalla Out Of Line Music.

## Discografia

### Album
- Client (17 agosto 2003)
- City (27 settembre 2004)
- Heartland (23 marzo 2007)
- Command (6 marzo 2009)
- Authority (21 marzo 2014)

### Collections/Album Live (Disponibili solo Online ed in Edizione Limitata)
- Going Down (2004)
- Metropolis (2005)
- Rotherham Sessions (Demos From Hertland Session) (2006)
- Live at Club Koko (2006)
- Live in Porto (2007)
- Acoustic At The Club Bar & Dining (Client B) (2008)
- Untitled Remix (2008)
- Live In Hamburg (2009)

### Singoli
- Price of Love (2003)
- Rock and Roll Machine (2003)
- Here and Now (2003)
- In It for the Money (2004) - UK numero 51[2]
- Radio (2004) - UK numero 68[2]
- Pornography (2005) - UK numero 22[2]
- Lights Go Out (2006)
- Zerox Machine (2007)
- Drive (2007)
- It's Not Over (2007)
- Can You Feel (2009)
- Make Me Believe In You (2009)
- You Can Dance (2013)
- Refuge (2014)